# Wayne Barlow
Pour les articles homonymes, voir Barlow.
Wayne Brewster Barlow, né le 6 septembre 1912 à Elyria, Ohio, et mort le 17 décembre 1996 à Rochester (New York), est un compositeur américain de musique classique contemporaine. Il est également professeur de musique, organiste et directeur de chœur.

## Biographie
Il obtient ses diplômes à la Eastman School of Music et obtient la meilleure place en composition et en théorie de la musique. En 1937, il devient le premier Américain à avoir un doctorat de composition musicale. Il étudie également avec Arnold Schönberg en Californie ainsi qu'avec Muron Schaeffer, le directeur de laboratoire de musique électronique à l'Université de Toronto. Il devient professeur à l'école où il a obtenu ses diplômes de 1937 à 1978 et est nommé professeur émérite en composition de 1978 à 1996. Parmi ses élèves on compte James Cohn, Lucrecia Kasilag (en), Samuel Jones, Robert Jordahl, Norma Wendelburg, Martin Mailman (en), Charles Carter, Warner Hutchison, Raymond Helble, Don Freund, Robert Mols, Michael Miller, Edwin Childs, Richard Lane et Thom Ritter George.

## Œuvres

### Musique de scène
- False faces, Ballet choral avec un prologue et deux scènes sur un livret de Leone Coffer, 1935 ;
- Three Moods for Dancing, ballet, 1940.

### Musique orchestrale
- Nocturne, for petit orchestra, 1946 ;
- Rondo-Overture, 1947 ;
- Sinfonia da camera, 1960 ;
- Vistas, 1963 ;
- Rota, pour orchestre de chambre, 1959 ;
- Hampton Beach, ouverture, 1971 ;
- Soundscapes, pour orchestre et bande, 1972 ;
- Night Song, 1977 ;
- De Profundis, poème symphonique.

### Musique concertante
- The Winter's Passed, pour hautbois et orchestre à cordes, 1940 ;
- Lyrical Piece, pour clarinette et orchestre à cordes, 1947 ;
- Images, pour harpe et orchestre de chambre, 1963.

### Musique de chambre
- Intrada, Fugue and Postlude, pour ensemble de cuivres, 1960 ;
- Elegy, pour alto et piano, 1967 ;
- Intermezzo, pour alto et harpe, 1980 ;
- Prelude, Air and Variation, pour basson, quatuor à cordes et piano ;
- Quintette avec piano ;
- Triptych, pour quatuor à cordes.

### Musique pour piano
- Impressionist, 1940 ;
- Dynamisms, pour deux pianos, 1966 ;
- Prelude en mi ;
- Sonate pour piano.

### Musique pour orgue
- Three Christmas Tunes, 1960 ;
- Four Chorale Voluntaries, 1981.

### Musique vocale
- Zion in Exile, cantate pour soprano, ténor, baryton, basse, chœur mixte et orchestre, 1937 ;
- Madrigal for a Bright Morning, pour chœur mixte sur des paroles de John R. Slater, 1942 ;
- The Twenty-Third Psalm, pour chœur mixte et orgue, 1943 ;
- Poems for Music, quatre mélodies pour soprano et orchestre sur des poèmes de Robert Hillyer, 1958 ;
- Diversify the Abyss, pour chœur d'hommes et piano sur un texte de Hyam Plutzik, 1963 ;
- Missa Sanctis Thomae, pour voix à l'unisson, 1963 ;
- We All Believe in One True God, pour chœur mixte, quatuor de cuivres ad libitum et orgue sur un texte de Tobias Clausnitzer, 1968 ;
- Voices of Darkness, pour lecteur, piano, percussions et bande, 1974 ;
- Voices of Faith, pour soprano, narrateur, chœur mixte et orchestre, 1975 ;
- Three Songs after Shakespeare, pour soprano et piano.